# Giordano Riccati
Giordano Riccati ou Jordan Riccati (fl. 1782) foi o primeiro mecanicista experimental a estudar o módulo de elasticidade de um material como o mesmo é interpretado atualmente. Seu artigo de 1782 sobre a determinação do módulo de elasticidade relativo entre o aço e o latão usando vibrações de flexão é anterior ao artigo de 1807 de Thomas Young sobre o assunto. A relação que Riccati encontrou foi
{\displaystyle {\frac {E_{\mbox{aço}}}{E_{\mbox{latão}}}}=2,06\,.}
Filho do mecânico teórico Jacopo Francesco Riccati e irmão do matemático e físico jesuíta Vincenzo Riccati.

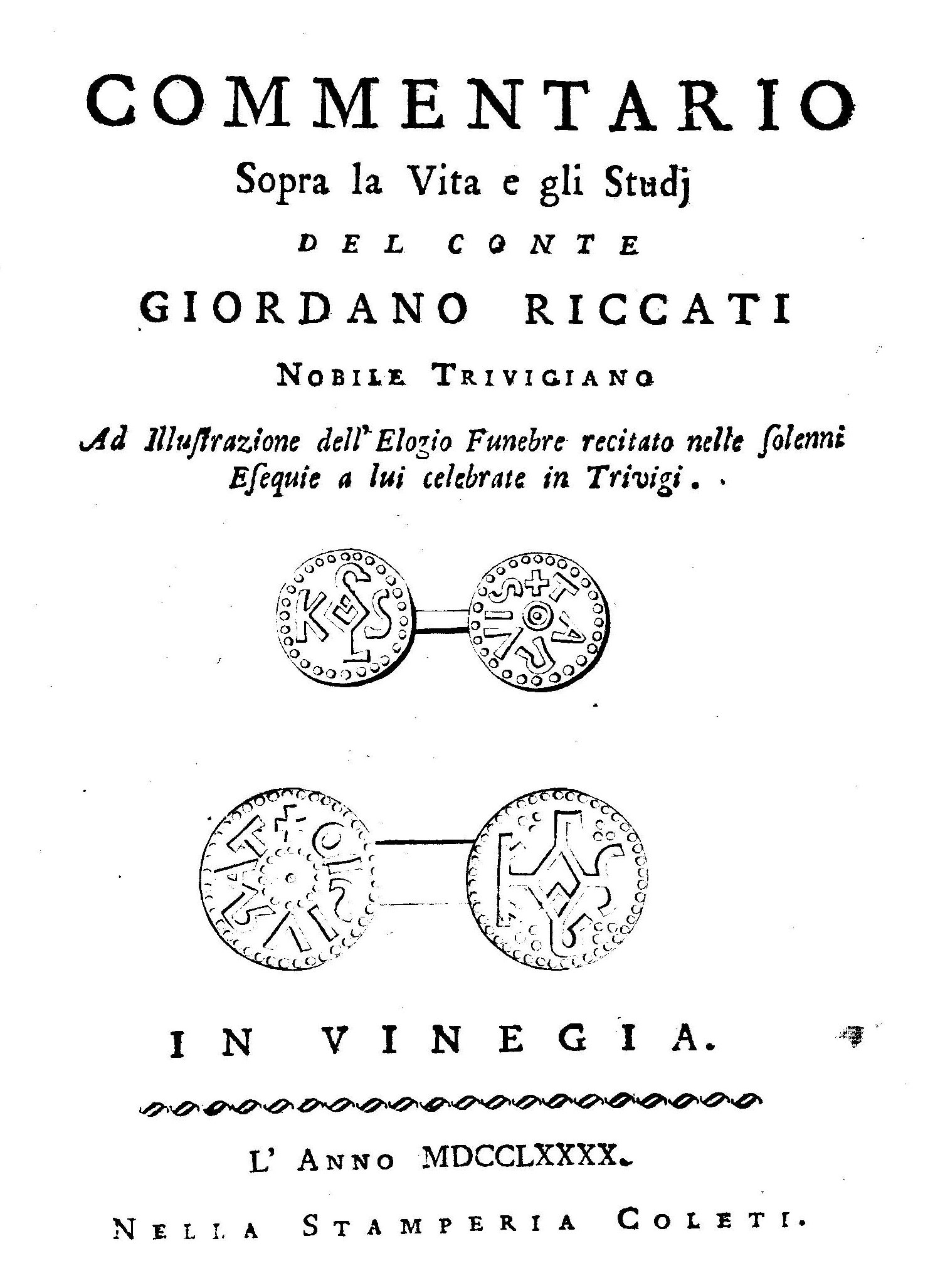
Domenico Maria Federici, Commentario sopra la vita e gli studi del conte Giordano Riccati, 1790

Apesar de os experimentos terem sido feitos a mais de duzentos anos, este valor é notavelmente próximo de valores aceitáveis encontrados em manuais de engenharia em 2007.